# Janina Ochojska
Janina Ochojska (Gdańsk, 12 de març de 1955) és una activista, especialista en ajuda humanitària i científica polonesa. Va estudiar astronomia a la Universitat Nicolau Copèrnic de Toruń abans de dedicar-se a la seva tasca social i humanitària. Va ser membre del moviment Solidarność i va fundar la Fundació Polska Akcja Humanitarna (PAH) el 1992 per coordinar l'ajuda humanitària internacional, i el programa Pajacyk per a l'alimentació escolar. A més, va ser membre d'Unió Democràtica (1990 — 1992) i, des de 2019, eurodiputada, centrant-se en el desenvolupament i els drets humans.
El 2019, Ochojska va anunciar a les xarxes socials que li havien diagnosticat un càncer de mama, però va afirmar que no renunciaria a la seva candidatura a les eleccions. Va apel·lar a les dones a fer-se revisions regulars i va destacar la importància de detectar la malaltia a temps. Ochojska viu amb una discapacitat, tot i això, promou la importància de l'autoacceptació i el compromís social, defensant que tothom, independentment de les seves circumstàncies, pot contribuir al canvi positiu en el món.
Ha rebut diversos premis, incloent-hi el Premi Lech Wałęsa (2010), la Creu de Comandant de l'Orde de la Restitució de Polònia (2011), el Premi Pax Christi International Peace i la Creu de Comandant de la Legió d'Honor (2003), entre molts altres.